# Cantó de Camps de Tarentaine-Marchal
El cantó de Camps de Tarentaine-Marchal és un cantó francès del departament de Cantal, a la regió d'Alvèrnia-Roine-Alps. Està inclòs en el districte de Mauriac, té 4 municipis i el cap cantonal és Camps de Tarentaine-Marchal.

## Municipis
- Bel Luec
- Camps de Tarentaine-Marchal
- Lanobre
- Tremolha

## Història
| Data d'elecció                           | Identitat         | Partit            | Qualitat |
| ---------------------------------------- | ----------------- | ----------------- | -------- |
| 1961-1998                                | Jean-Paul Cellier | UDRF, després RPR |          |
| 1998-2004                                | Henri Fabre       | RPR               |          |
| 2004-                                    | Daniel Chevaleyre | Divers gauche     |          |
| les dades anteriors no són pas conegudes |                   |                   |          |
|                                          |                   |                   |          |

## Demografia
| 1962  | 1968  | 1975  | 1982  | 1990  | 1999  | 2007  |
| ----- | ----- | ----- | ----- | ----- | ----- | ----- |
| 3.296 | 3.485 | 3.257 | 3.017 | 2.930 | 2.800 | 2.750 |